# Loi nationale sur l'environnement

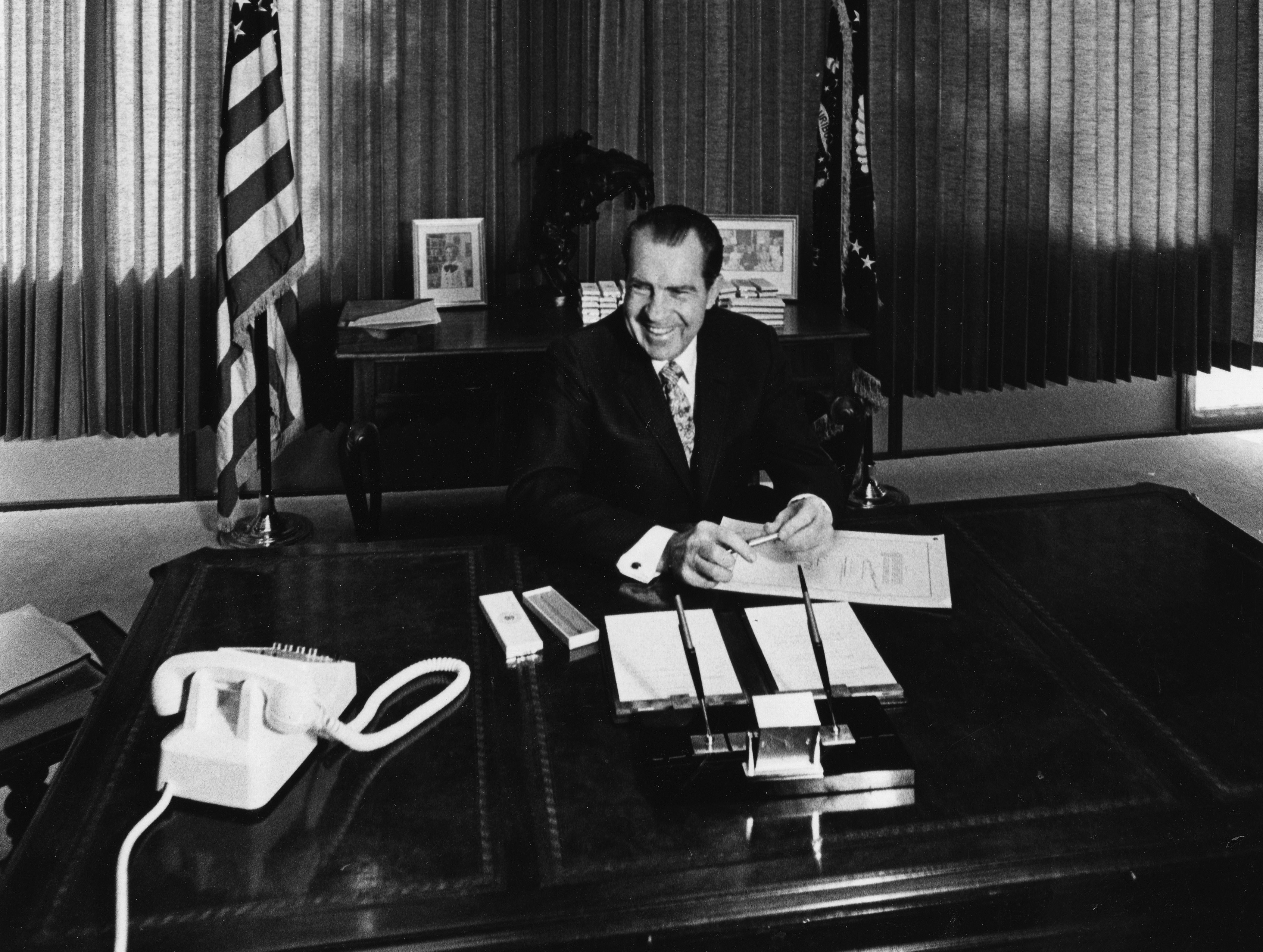
Le président Richard Nixon signant la loi nationale sur l’environnement (N.E.P.A) en 1969

La loi nationale sur l'environnement, en anglais National Environmental Policy Act (NEPA), est une loi de politique environnementale aux États-Unis qui encourage la protection de l’environnement et déclare la création  du Council on Environmental Quality (en) (CEQ). Adoptée en 1969, cette loi est entrée en vigueur le 1er janvier 1970. 
Le NEPA est parfois appelé « environmental Magna Carta », car c'est le premier texte législatif pour une politique écologique aux États-Unis.
C'est surtout le texte fondateur des « études d'impact » (sur l'environnement au départ), qui a inspiré la législation française avec l'article 2 de la loi de 1976 pour la protection de la nature, puis la législation de l'Union européenne et progressivement la plupart des législations nationales.